# بابل گاپیز
بابِل گاپیز (انگلیسی: Bubble Guppies) یک مجموعهٔ تلویزیونی ویژهٔ خردسالان (پیش‌دبستانی) و از تولیدات شبکهٔ نیکلودئون آمریکاست است که در سال ۲۰۱۱ میلادی توسط «جانی بِلت» و «رابرت اسکال» پدید آمد.
این کارتون توسط نرم‌افزار مایا طراحی شده و درباره تعدادی کودکِ ماهی‌شکل (نیمه‌انسان-نیمه‌ماهی) و ماجراهایی است که هربار پشت سر می‌گذارند. آنها در شهری خیالی به نام «بابِل‌تاکی» زندگی می‌کنند. تا کنون ۴ فصل از این کارتون تولید شده است.

## شخصیت‌ها
- مالی یک دخترماهی مهربان و ملوس است. او یکی از دو آغاز کنندهٔ برنامه است. «مالی» موهای صورتی بلند، پوست قهوه‌ای روشن و مایو و دُم آبی‌رنگ دارد.
- گیل یک پسرماهی شیطون و پُرجنب‌وجوش است و یکی دیگر از آغازکنندگانِ برنامه است. موها و چشمان آبی، پوست سفید و دُمی استتارشده دارد. گیل، کمی ترسو است و دسته‌گل‌هایی به آب می‌دهد که معمولاً توسط «مالی» رفع‌ورجوع می‌شود.
- گابی یک پسرماهی است که قوهٔ تخیلِ بسیار خوبی دارد. موهایش نیلی‌رنگ، پوست و چشمانش قهوه‌ای و دُمش آبی/ارغوانی است.
- دیما یک دخترماهی است که شخصیتی لوده دارد. موهایش زرد و مجعد، چشمانش آبی، دُم و مایوی خال‌خالی نارنجی/زرد است و گوشواره‌های نارنجی دارد. او معمولاً در نقشِ مغازه‌دار ظاهر می‌شود.
- اونا یک دخترماهی، با شخصیتی جذاب و دوست‌داشتنی است که موهایش ارغوانی است و گیسوانی بافته و پشتِ سرانداخته دارد و گل‌سری به شکل ستاره به موهایش می‌زند. پوستش زرد، چشمانش قهوه‌ای و دمش صورتی/ارغوانی است. او تنها دخترماهی این کارتون است که مایو دوتکه ندارد و لباسش یک‌پارچه است.
- نانی یک پسرماهی باهوش است. موهای نارنجی، چشمان سبز، ماسکِ غواصیِ (عینک) آبی‌رنگ و دُم راه‌راه سبز دارد. او به اندازه دیگر شخصیت‌های داستان، نمی‌خندد و مؤدب‌ترین و پخته‌ترین عضو گروه است و احساساتش را بروز نمی‌دهد. باسواد و زیرک است و به «دیما» در هجی کردن کلمات و به سایرین، در یافتن پاسخ به سؤالاتشان، کمک می‌کند.
- بابِل پاپی سگِ دست‌آموزِ «گیل» است. رنگش نارنجی-سفید است و قلاده‌ای سبز رنگ با یک مدالِ ماهی‌شکلِ زرد دارد.
- مستر گروپر معلم این بچه‌هاست. او یک ماهی زرد-نارنجی است و می‌تواند رنگ پوستش را عوض کند. او به خیال‌پردازی‌ها، تفکرات و پیشنهادهای کودکان احترام می‌گذارد و همواره به آنان در درک مسائل کمک می‌کند و تکه کلامش این است: «بچه‌ها، درباره‌اش فکر کنید.»
- ماهی کوچولوها سه ماهی کوچک و شبیه‌به‌هم هستند که گاهی به سؤالات مختلف بچه‌ها پاسخ می‌دهند.
- خرچنگ‌ها، شاه‌میگوها و حلزون‌ها، سیاهی‌لشکرهای این کارتون هستند که در پس‌زمینهٔ برنامه، مشغول به زندگی و فعالیت‌های روزمرهٔ خود هستند.

## قسمت‌ها
| فصل | قسمت‌ها | قسمت‌ها | تاریخ اصلی روی آنتن رفتن | تاریخ اصلی روی آنتن رفتن |
| فصل | قسمت‌ها | قسمت‌ها | اولین بار                | آخرین بار                |
| --- | ------ | ------ | ------------------------ | ------------------------ |
| ۱   | ۲۰     | ۲۰     | ۲۴ ژانویه ۲۰۱۱           | ۲۴ اکتبر ۲۰۱۱            |
| ۲   | ۱۹     | ۱۹     | ۴ نوامبر ۲۰۱۱            | ۱ مه ۲۰۱۳                |
| ۳   | ۲۴     | ۲۴     | ۱۲ اوت ۲۰۱۳              | ۱۹ مه ۲۰۱۵               |
| ۴   | ۱۴     | ۱۴     | ۲۱ مه ۲۰۱۵               | ۲۱ اکتبر ۲۰۱۶            |
| ۵   | ۱۸     | ۱۸     | ۲۷ سپتامبر ۲۰۱۹          | ۵ مارس ۲۰۲۱              |
| ۶   | ۳۴     | ۳۴     | ۱۹ اکتبر ۲۰۲۱            | ۳۰ ژوئن ۲۰۲۳             |